# Paços de Ferreira
Paços de Ferreira és un municipi portuguès, situat al districte de Porto, a la regió del Nord i a la Subregió del Tâmega. L'any 2004 tenia 54.801 habitants. Es divideix en 16 freguesies. Limita a l'est amb Lousada, al sud amb Paredes, al sud-oest amb Valongo i a l'oest i nord amb Santo Tirso.

## Població
| Població del concelho de Paços de Ferreira (1801 – 2004) | Població del concelho de Paços de Ferreira (1801 – 2004) | Població del concelho de Paços de Ferreira (1801 – 2004) | Població del concelho de Paços de Ferreira (1801 – 2004) | Població del concelho de Paços de Ferreira (1801 – 2004) | Població del concelho de Paços de Ferreira (1801 – 2004) | Població del concelho de Paços de Ferreira (1801 – 2004) | Població del concelho de Paços de Ferreira (1801 – 2004) | Població del concelho de Paços de Ferreira (1801 – 2004) |
| -------------------------------------------------------- | -------------------------------------------------------- | -------------------------------------------------------- | -------------------------------------------------------- | -------------------------------------------------------- | -------------------------------------------------------- | -------------------------------------------------------- | -------------------------------------------------------- | -------------------------------------------------------- |
| 1801                                                     | 1849                                                     | 1900                                                     | 1930                                                     | 1960                                                     | 1981                                                     | 1991                                                     | 2001                                                     | 2004                                                     |
| 498                                                      | 10091                                                    | 11900                                                    | 15686                                                    | 27537                                                    | 40687                                                    | 44190                                                    | 52985                                                    | 54801                                                    |

## Freguesies
- Arreigada
- Carvalhosa
- Codessos
- Eiriz
- Ferreira
- Figueiró
- Frazão
- Freamunde
- Lamoso
- Meixomil
- Modelos
- Paços de Ferreira
- Penamaior
- Raimonda
- Sanfins de Ferreira
- Seroa